# Tromity
Tromity (niem. Tromiten) – niewielka wieś w Polsce położona w województwie warmińsko-mazurskim, w powiecie bartoszyckim, w gminie Bartoszyce. Miejscowość wchodzi w skład sołectwa Kinkajmy. W latach 1975–1998 miejscowość administracyjnie należała do województwa olsztyńskiego.

## Historia
Wieś lokowana w 1346 r. na prawie chełminskim na 24 włókach. W XVI wieku część ziemi przeszła w posiadanie majątku szlacheckiego, który w 1889 r. obejmował już 407 ha. Szkoła we wsi powstała w XVIII w. W 1935 r. pracowało w niej dwóch nauczycieli a uczyło się 36 dzieci. W 1939 r. we wsi mieszkało 356 osób. W spisie z 1983 r. Tromity ujęte były łącznie z wsią Witki.